# Mesotritia curviseta
Mesotritia curviseta är en kvalsterart som först beskrevs av Hammer 1961.  Mesotritia curviseta ingår i släktet Mesotritia och familjen Oribotritiidae. Inga underarter finns listade i Catalogue of Life.